# آنا کارنینا (مجموعه تلویزیونی ۲۰۰۰)
آنا کارنینا (انگلیسی: Anna Karenina) یک مینی‌سریال ۴ قسمتی بریتانیایی است که بر پایهٔ رمان آنا کارنینا اثرِ لئو تولستوی ساخته شده‌است.

## بازیگران
- هلن مک‌کروری
- کوین مک‌کید
- استیون دیلین
- مارک استرانگ
- امانوئلا پوستاکینی
- داگلاس هنشال
- پالوما بائسا
- ابیگیل کروتندن
- پال ریس
- جیلین بارج
- آماندا روت
- دوروتا خوتتسکا
- دوروتا لاندوفسکا
- ماگدالنا گناتوفسکا
- پیوتر نواک